# Tượng đài Thánh Philip Neri

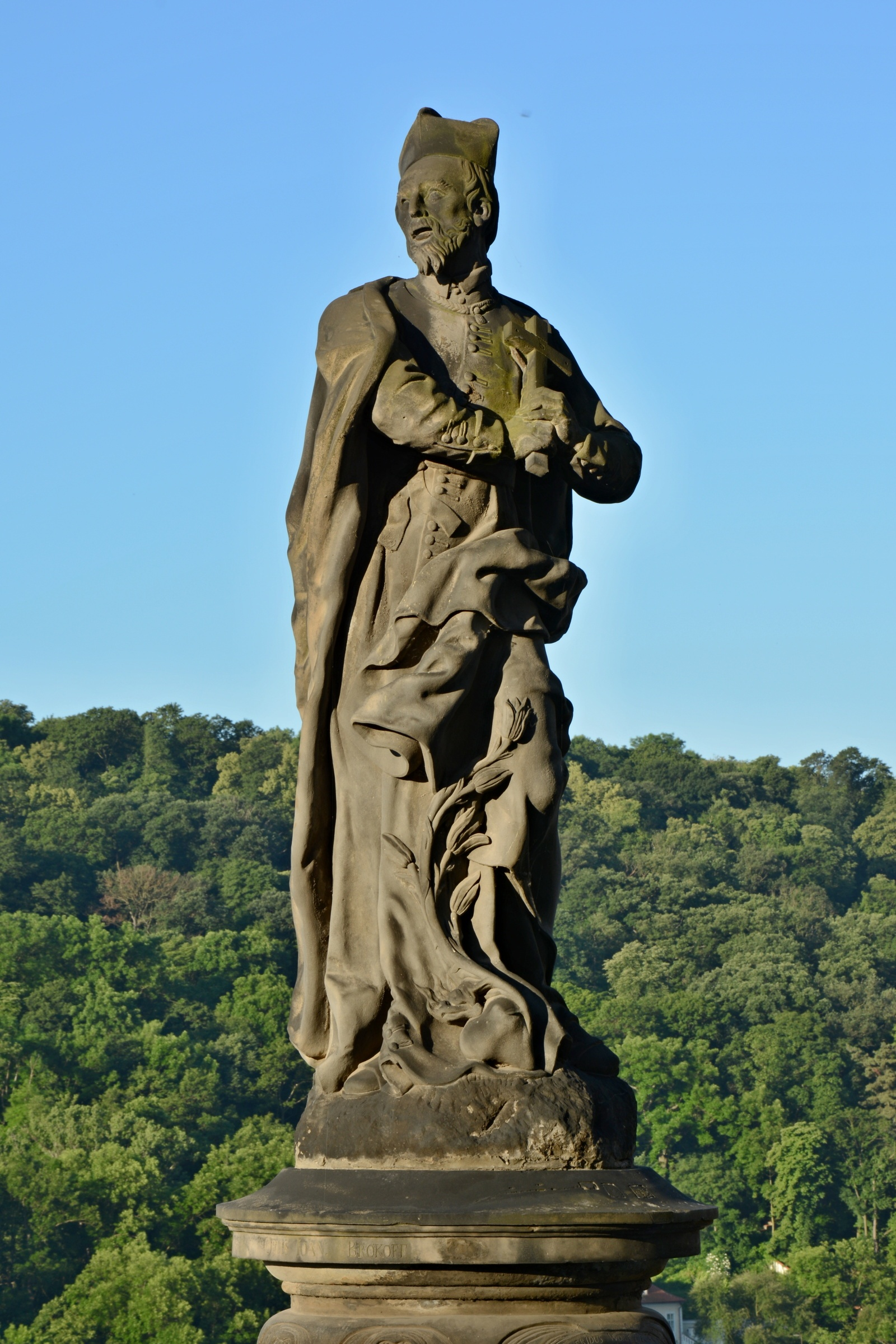
Tượng đài Thánh Philip Neri (2014)

Tượng đài Thánh Philip Neri ở Praha (tiếng Séc: Socha svatého Filipa Neri) là một tượng đài nổi bật nằm trên bức tường giữa Quảng trường Hradčany và Cầu thang lâu đài, Cộng hòa Séc. Tượng đài được các con trai của nhà điêu khắc Jan Brokoff hoàn thành vào năm 1715. Công trình này có tên trong danh sách di tích văn hóa của Cộng hòa Séc.

## Lịch sử

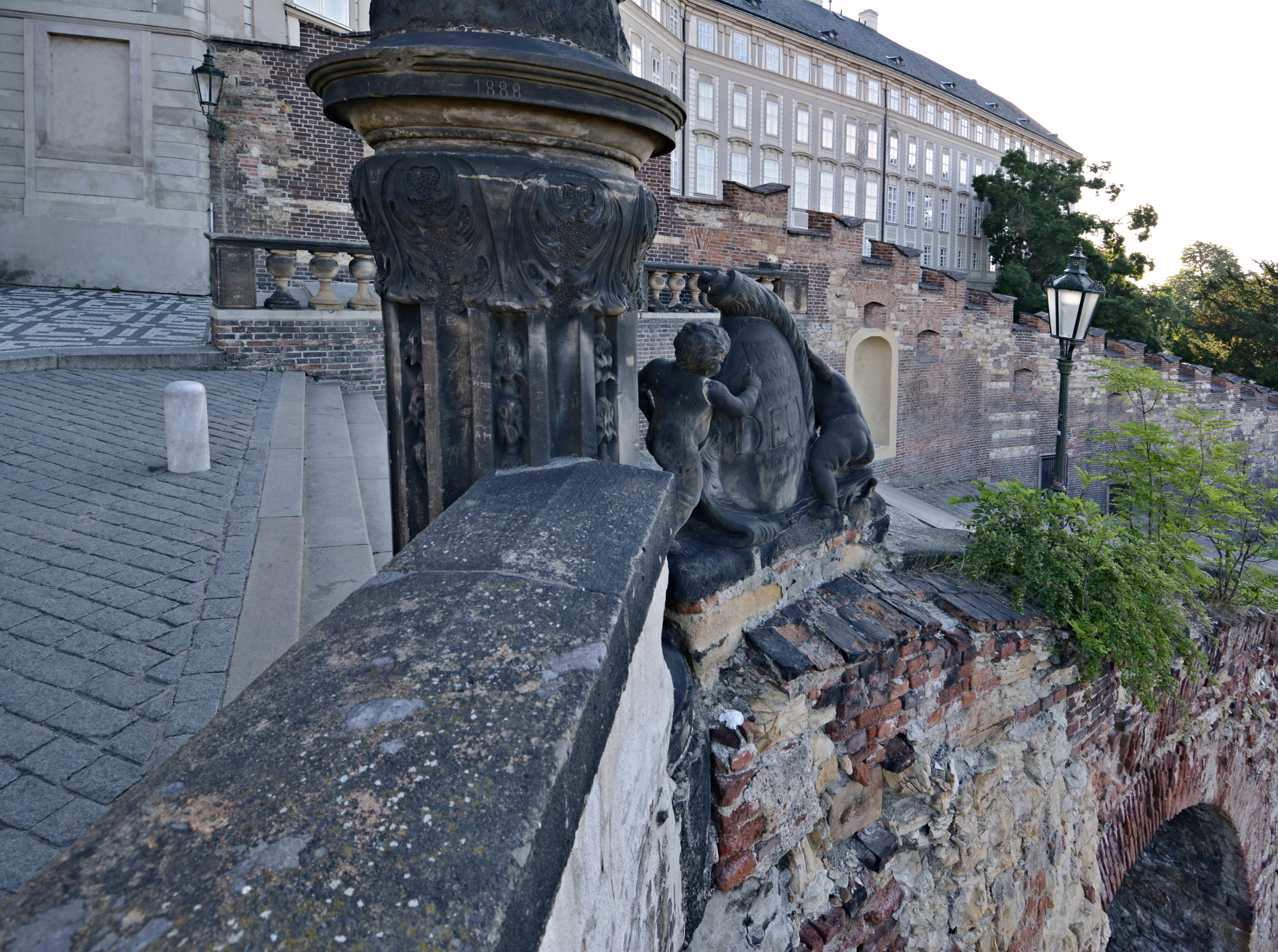
Phần bệ tượng đài và hình ảnh hai thiên thần đang ôm vỏ đạn.

Bức tượng được hai anh em nhà điêu khắc người Séc - Ferdinand Maxmilián Brokoff và Michal Jan Josef Brokoff hoàn thành vào năm 1715. Trong giai đoạn 1715 - 1764, bức tượng được lắp đặt gần Cung điện Tổng giám mục. Sau đó, bức tượng được di dời đến vị trí như hiện nay vào năm 1764. Công trình này đã được sửa chữa nhiều lần và thay thế một số bộ phận (vào năm 1728, 1782, 1888, 2020).

## Mô tả
Chất liệu chủ yếu của tượng đài là sa thạch. Tượng đài Thánh Philip Neri khắc họa hình ảnh một vị Thánh đang đứng, với phần đầu hướng về phía vai phải. Ngài đang mặc trang phục của một linh mục và cầm một cây thánh giá ở phía trước ngực. Dưới chân Ngài có một biểu tượng hình trái tim, từ đó mọc ra thân cây bông hoa huệ với ý nghĩa "người có trái tim trong sạch". Bức tượng được đặt trên phần bệ đá hình trụ tròn. Phần bệ được trang trí bằng nhiều họa tiết khác nhau. Xung quanh phần bệ là tượng hai thiên thần đang đứng ôm vỏ đạn (một kiểu thiết kế hình bầu dục). Mặt sau vỏ đạn có một dòng chữ Latinh, có nghĩa rằng "Phước cho những ai có lòng trong sạch, vì sẽ được nhìn thấy Thiên Chúa".